# Ліга чемпіонів АФК 2016
Ліга чемпіонів АФК 2016 — 35-й розіграш головного клубного футбольного турніру Азійської конфедерації футболу (АФК) і 14-й під назвою Ліга чемпіонів АФК. 
Переможець турніру грав у Клубному чемпіонаті світу з футболу 2016.

## Формат і учасники
В турнірі беруть участь 45 клубів із 17 асоціацій. Клуби розділені на Східну і Західну зони. В основному раунді візьмуть участь 32 клуби (по 16 із кожної зони). 24 клуби пройшли туди на пряму, решта будуть боротися за вихід в груповий турнір через сито кваліфікації.

Клуби які займуть перші два місця в групах вийдуть до плей-оф. Клуби із Східної та Західної зони зустрінуться між  собою лише у фіналі.

### Список учасників
| Груповий турнір              | Груповий турнір        | Груповий турнір                | Груповий турнір                 |
| Західна зона                 | Західна зона           | Східна зона                    | Східна зона                     |
| ---------------------------- | ---------------------- | ------------------------------ | ------------------------------- |
| Аль-Наср (Ер-Ріяд)           | Аль-Хіляль (Ер-Ріяд)   | Чонбук Хюндай Моторс (Чонджу)  | Сеул (Сеул)                     |
| Аль-Ахлі (Джидда)            | Сепахан (Ісфахан)      | Сувон Самсунг Блювінгс (Сувон) | Санфрече Хіросіма (Хіросіма)    |
| Зоб Ахан (Ісфахан)           | Трактор Сазі (Тебриз)  | Гамба Осака (Осака)            | Урава Ред Даймондс (Сайтама)    |
| Пахтакор (Ташкент)           | Насаф (Карші)          | Мельбурн Вікторі (Мельбурн)    | Сідней (Сідней)                 |
| Локомотив (Ташкент)          | Аль-Айн (Аль-Айн)      | Гуанчжоу Евергранд (Гуанчжоу)  | Цзянсу Сунін (Нанкін)           |
| Аль-Наср (Дубай)             | Лехвія (Доха)          | Бурірам Юнайтед (Бурірам)      | Біньзионг (Тхузаумот)           |
| Раунд плей-оф                |                        |                                |                                 |
| Західна зона                 | Західна зона           | Східна зона                    | Східна зона                     |
| Аль-Іттіхад (Джидда)         | Нафт (Тегеран)         | Пхохан Стілерс (Пхохан)        | Токіо (Токіо)                   |
| Буньодкор (Ташкент)          | Аль-Джазіра (Абу-Дабі) | Аделаїда Юнайтед (Аделаїда)    | Шанхай Теллейс (Шанхай)         |
| Аль-Шабаб (Дубай)            | Аль-Садд (Доха)        |                                |                                 |
| Аль-Джаіш (Доха)             | Аль-Вахдат (Амман)     |                                |                                 |
| Другий кваліфікаційний раунд |                        |                                |                                 |
| Західна зона                 | Західна зона           | Східна зона                    | Східна зона                     |
|                              |                        | Шаньдун Лунен (Цзинань)        | Муанг Тонг Юнайтед (Нонтхабури) |
|                              |                        | Чонбурі (Чонбурі)              | Ханой T&T (Ханой)               |
|                              |                        | Кітчі (Гонконг)                | Янгон Юнайтед (Янгон)           |
|                              |                        | Джохор Дарул Тазім (Джохор)    |                                 |
| Перший кваліфікаційний раунд |                        |                                |                                 |
| Західна зона                 | Західна зона           | Східна зона                    | Східна зона                     |
|                              |                        | Мохун Баган (Колката)          | Тампінс Роверс (Сінгапур)       |

## Розклад матчів і жеребкувань
Всі жеребкування пройдуть в Куала-Лумпурі, Малайзія.
| Фаза                    | Раунд                        | Жеребкування   | Перший матч        | Матч-відповідь     |
| ----------------------- | ---------------------------- | -------------- | ------------------ | ------------------ |
| Попередній раунд        | Перший кваліфікаційний раунд | 10 грудня 2015 | 27 січня 2016      | 27 січня 2016      |
| Попередній раунд        | Другий кваліфікаційний раунд | 10 грудня 2015 | 2 лютого 2016      | 2 лютого 2016      |
| Кваліфікаційний плей-оф | Раунд плей-оф                | 10 грудня 2015 | 9 лютого 2016      | 9 лютого 2016      |
| Груповий турнір         | Тур 1                        | 10 грудня 2015 | 23-24 лютого 2016  | 23-24 лютого 2016  |
| Груповий турнір         | Тур 2                        | 10 грудня 2015 | 1-2 березня 2016   | 1-2 березня 2016   |
| Груповий турнір         | Тур 3                        | 10 грудня 2015 | 15-16 березня 2016 | 15-16 березня 2016 |
| Груповий турнір         | Тур 4                        | 10 грудня 2015 | 5-6 квітня 2016    | 5-6 квітня 2016    |
| Груповий турнір         | Тур 5                        | 10 грудня 2015 | 19-20 квітня 2016  | 19-20 квітня 2016  |
| Груповий турнір         | Тур 6                        | 10 грудня 2015 | 3-4 травня 2016    | 3-4 травня 2016    |
| Плей-оф                 | 1/8 фіналу                   | 10 грудня 2015 | 17-18 травня 2016  | 24-25 травня 2016  |
| Плей-оф                 | 1/4 фіналу                   | 9 червня 2016  | 23-24 серпня 2016  | 13-14 вересня 2016 |
| Плей-оф                 | 1/2 фіналу                   | 9 червня 2016  | 27-28 вересня 2016 | 18-19 жовтня 2016  |
| Плей-оф                 | Фінал                        | 9 червня 2016  | 19 листопада 2016  | 26 листопала 2016  |

## Кваліфікаційний раунд
Кваліфікаційний раунд відбудеться в 3 етапи, в ньому візьмуть участь 21 клуб. В перших двох раундах візьмуть участь клуби які належать до Східної зони.

### Перший кваліфікаційний раунд
Поєдинок відбудеться 27 січня 2016 року.
| Команда 1   | Рахунок     | Команда 2      |
| Східна зона | Східна зона | Східна зона    |
| ----------- | ----------- | -------------- |
| Мохун Баган | 3:1         | Тампінс Роверс |

### Другий кваліфікаційний раунд
Матчі відбудуться 2 лютого 2016 року.
| Команда 1          | Рахунок        | Команда 2          |
| Східна зона        | Східна зона    | Східна зона        |
| ------------------ | -------------- | ------------------ |
| Ханой T&T          | 1:0            | Кітчі              |
| Чонбурі            | 3:2 (дч)       | Янгон Юнайтед      |
| Шаньдун Лунен      | 6:0            | Мохун Баган        |
| Муанг Тонг Юнайтед | 0:0 (пен. 3:0) | Джохор Дарул Тазім |

### Раунд плей-оф
Матчі відбудуться 9 лютого 2016 року.
| Команда 1        | Рахунок        | Команда 2          |
| Західна зона     | Західна зона   | Західна зона       |
| ---------------- | -------------- | ------------------ |
| Аль-Іттіхад      | 2:1            | Аль-Вахдат         |
| Нафт             | 0:2            | Аль-Джаіш          |
| Буньодкор        | 2:0            | Аль-Шабаб          |
| Аль-Джазіра      | 2:2 (пен. 5:4) | Аль-Садд           |
| Східна зона      |                |                    |
| Пхохан Стілерс   | 3:0            | Ханой T&T          |
| Токіо            | 9:0            | Чонбурі            |
| Аделаїда Юнайтед | 1:2            | Шаньдун Лунен      |
| Шанхай Теллейс   | 3:0            | Муанг Тонг Юнайтед |

## Груповий етап
У груповому раунді беруть участь 32 команди: 24 команди, які одразу проходять в груповий етап та 8 переможців відбору (по 4 від кожної Зони). За допомогою жеребкування команди були розподілені на 8 груп по 4 команди у кожній. Команди з однієї асоціації не можуть бути в одній групі. 

У кожній групі команди грають одна з одною по 2 матчі: вдома та на виїзді (по круговій системі). Команди, що посіли перше та друге місця виходять у плей-оф.

У зв'язку з відмовою клубів із Саудівської Аравії грати на території Ірану по причині розриву дипломатичних зв'язків між країнами, АФК перенесла матчі між клубами з цих країна на останні ігрові дні групового турніру (19-20 квітня та 3-4 травня 2016 року).
Вирішили, що коли до 15 березня 2016 року відносини між Саудівською Аравією та Іраном не повернуться до нормально русла, то матчі між саудівськими та іранськими клубами будуть зіграні на нейтральному полі.

### Група A
| Команда     | І | В | Н | П | ЗМ | ПМ | РМ | О  |
| ----------- | - | - | - | - | -- | -- | -- | -- |
| Локомотив   | 6 | 2 | 4 | 0 | 6  | 3  | +3 | 10 |
| Аль-Наср    | 6 | 2 | 3 | 1 | 5  | 4  | +1 | 9  |
| Аль-Іттіхад | 6 | 2 | 3 | 1 | 9  | 4  | +5 | 9  |
| Сепахан     | 6 | 1 | 0 | 5 | 2  | 11 | −9 | 3  |

|             | СЕП | НАС | ЛОК | ІТТ |
| ----------- | --- | --- | --- | --- |
| Сепахан     | —   | 2:0 | 0:2 | 0:2 |
| Аль-Наср    | 2:0 | —   | 1:1 | 0:0 |
| Локомотив   | 1:0 | 0:0 | —   | 1:1 |
| Аль-Іттіхад | 4:0 | 1:2 | 1:1 | —   |

### Група B
| Команда   | І | В | Н | П | ЗМ | ПМ | РМ  | О  |
| --------- | - | - | - | - | -- | -- | --- | -- |
| Зоб Ахан  | 6 | 4 | 2 | 0 | 12 | 2  | +10 | 14 |
| Лехвія    | 6 | 2 | 3 | 1 | 7  | 2  | +5  | 9  |
| Аль-Наср  | 6 | 1 | 2 | 3 | 5  | 14 | −9  | 5  |
| Буньодкор | 6 | 0 | 3 | 3 | 5  | 11 | −6  | 3  |

|           | НАС | ЗАХ | ЛЕХ | БУН |
| --------- | --- | --- | --- | --- |
| Аль-Насср | —   | 0:3 | 1:1 | 3:3 |
| Зоб Ахан  | 3:0 | —   | 0:0 | 5:2 |
| Лехвія    | 4:0 | 0:1 | —   | 0:0 |
| Буньодкор | 0:1 | 0:0 | 0:2 | —   |

### Група C
| Команда      | І | В | Н | П | ЗМ | ПМ | РМ  | О  |
| ------------ | - | - | - | - | -- | -- | --- | -- |
| Трактор Сазі | 6 | 4 | 0 | 2 | 10 | 3  | +7  | 12 |
| Аль-Хіляль   | 6 | 3 | 2 | 1 | 10 | 7  | +3  | 11 |
| Пахтакор     | 6 | 3 | 1 | 2 | 10 | 9  | +1  | 10 |
| Аль-Джазіра  | 6 | 0 | 1 | 5 | 2  | 13 | −11 | 1  |

|              | ПАХ | ХІЛ | ТРА | ДЖА |
| ------------ | --- | --- | --- | --- |
| Пахтакор     | —   | 2:2 | 1:0 | 3:0 |
| Аль-Хіляль   | 4:1 | —   | 0:2 | 1:0 |
| Трактор Сазі | 2:0 | 1:2 | —   | 4:0 |
| Аль-Джазіра  | 1:3 | 1:1 | 0:1 | —   |

### Група D
| Команда   | І | В | Н | П | ЗМ | ПМ | РМ | О  |
| --------- | - | - | - | - | -- | -- | -- | -- |
| Аль-Джаіш | 6 | 3 | 1 | 2 | 6  | 8  | −2 | 10 |
| Аль-Айн   | 6 | 3 | 1 | 2 | 8  | 6  | +2 | 10 |
| Аль-Ахлі  | 6 | 3 | 0 | 3 | 10 | 7  | +3 | 9  |
| Насаф     | 6 | 1 | 2 | 3 | 4  | 7  | −3 | 5  |

|           | АЙН | НСФ | АХЛ | ДЖА |
| --------- | --- | --- | --- | --- |
| Аль-Айн   | —   | 2:0 | 1:0 | 1:2 |
| Насаф     | 1:1 | —   | 2:1 | 0:0 |
| Аль-Ахлі  | 1:2 | 2:1 | —   | 2:0 |
| Аль-Джаіш | 2:1 | 1:0 | 1:4 | —   |

### Група E
| Команда              | І | В | Н | П | ЗМ | ПМ | РМ | О  |
| -------------------- | - | - | - | - | -- | -- | -- | -- |
| Чонбук Хюндай Моторс | 6 | 3 | 1 | 2 | 13 | 9  | +4 | 10 |
| Токіо                | 6 | 3 | 1 | 2 | 8  | 8  | 0  | 10 |
| Цзянсу Сунін         | 6 | 2 | 3 | 1 | 10 | 7  | +3 | 9  |
| Біньзионг            | 6 | 1 | 1 | 4 | 6  | 13 | −7 | 4  |

|               | ЧОН | ЦЗЯ | БІН | ТОК |
| ------------- | --- | --- | --- | --- |
| Чонбук Хюндай | —   | 2:2 | 2:0 | 2:1 |
| Цзянсу Сунін  | 3:2 | —   | 3:0 | 1:2 |
| Біньзионг     | 3:2 | 1:1 | —   | 1:2 |
| Токіо         | 0:3 | 0:0 | 3:1 | —   |

### Група F
| Команда           | І | В | Н | П | ЗМ | ПМ | РМ  | О  |
| ----------------- | - | - | - | - | -- | -- | --- | -- |
| Сеул              | 6 | 4 | 1 | 1 | 17 | 5  | +12 | 13 |
| Шаньдун Лунен     | 6 | 3 | 2 | 1 | 7  | 5  | +2  | 11 |
| Санфрече Хіросіма | 6 | 3 | 0 | 3 | 9  | 8  | +1  | 9  |
| Бурірам Юнайтед   | 6 | 0 | 1 | 5 | 1  | 16 | −15 | 1  |

|                   | САХ | СЕУ | БУР | ШАН |
| ----------------- | --- | --- | --- | --- |
| Санфрече Хіросіма | —   | 2:1 | 3:0 | 1:2 |
| Сеул              | 4:1 | —   | 2:1 | 0:0 |
| Бурірам Юнайтед   | 0:2 | 0:6 | —   | 0:0 |
| Шаньдун Лунен     | 1:0 | 1:4 | 3:0 | —   |

### Група G
| Команда                | І | В | Н | П | ЗМ | ПМ | РМ | О  |
| ---------------------- | - | - | - | - | -- | -- | -- | -- |
| Шанхай Теллейс         | 6 | 4 | 0 | 2 | 10 | 8  | +2 | 12 |
| Мельбурн Вікторі       | 6 | 2 | 3 | 1 | 7  | 7  | 0  | 9  |
| Сувон Самсунг Блювінгс | 6 | 2 | 3 | 1 | 7  | 4  | +3 | 9  |
| Гамба Осака            | 6 | 0 | 2 | 4 | 4  | 9  | −5 | 2  |

|                  | МЕЛ | ГАМ | СУВ | ШАН |
| ---------------- | --- | --- | --- | --- |
| Мельбурн Вікторі | —   | 2:1 | 0:0 | 2:1 |
| Гамба Осака      | 1:1 | —   | 1:2 | 0:2 |
| Сувон Самсунг    | 1:1 | 0:0 | —   | 3:0 |
| Шанхай Теллейс   | 3:1 | 2:1 | 2:1 | —   |

### Група H
| Команда            | І | В | Н | П | ЗМ | ПМ | РМ | О  |
| ------------------ | - | - | - | - | -- | -- | -- | -- |
| Сідней             | 6 | 3 | 1 | 2 | 4  | 4  | 0  | 10 |
| Урава Ред Даймондс | 6 | 2 | 3 | 1 | 6  | 4  | +2 | 9  |
| Гуанчжоу Евергранд | 6 | 2 | 2 | 2 | 6  | 5  | +1 | 8  |
| Пхохан Стілерс     | 6 | 1 | 2 | 3 | 2  | 5  | −3 | 5  |

|                    | ГУА | СІД | УРА | ПОХ |
| ------------------ | --- | --- | --- | --- |
| Гуанчжоу Евергранд | —   | 1:0 | 2:2 | 0:0 |
| Сідней             | 2:1 | —   | 0:0 | 1:0 |
| Урава Ред Даймондс | 1:0 | 2:0 | —   | 1:1 |
| Пхохан Стілерс     | 0:2 | 0:1 | 1:0 | —   |

## Плей-оф
Клуби які займуть перші 2 місця у своїх відбірних групах потрапляють до плей-оф. Клуби із Західної та Східної зон зможуть зустрітися між собою тільки у фіналі. 

Переможець буде визначений у двоматчевій дуелі, кожен клуб зіграє вдома і на виїзді.

### 1/8 фіналу
Жеребкування відбулося 10 грудня 2015 року. Перші матчі відбудуться 17 та 18 травня, а матчі відповіді 24 та 25 травня 2016 року.
| Команда 1          | Заг.           | Команда 2            | 1-й матч     | 2-й матч     |
| Західна зона       | Західна зона   | Західна зона         | Західна зона | Західна зона |
| ------------------ | -------------- | -------------------- | ------------ | ------------ |
| Аль-Хіляль         | 1:2            | Локомотив            | 0:0          | 1:2          |
| Аль-Наср           | 5:4            | Трактор Сазі         | 4:1          | 1:3          |
| Аль-Айн            | 3:1            | Зоб Ахан             | 1:1          | 2:0          |
| Лехвія             | 4:6            | Аль-Джаіш            | 0:4          | 4:2          |
| Східна зона        |                |                      |              |              |
| Мельбурн Вікторі   | 2:3            | Чонбук Хюндай Моторс | 1:1          | 1:2          |
| Токіо              | 2:2 (ч)        | Шанхай Теллейс       | 2:1          | 0:1          |
| Урава Ред Даймондс | 3:3 (пен. 6:7) | Сеул                 | 1:0          | 2:3 (дч)     |
| Шаньдун Лунен      | 3:3 (ч)        | Сідней               | 1:1          | 2:2          |

### 1/4 фіналу
Жеребкування всіх наступних раундів відбулося 9 червня 2016 року. Перші матчі вібудуться 23 та 24 серпня 2016, а матчі-відповіді 13 та 14 вересня 2016 року.
| Команда 1      | Заг.         | Команда 2            | 1-й матч     | 2-й матч     |
| Західна зона   | Західна зона | Західна зона         | Західна зона | Західна зона |
| -------------- | ------------ | -------------------- | ------------ | ------------ |
| Аль-Айн        | 1:0          | Локомотив            | 0:0          | 1:0          |
| Аль-Джаіш      | 4:0          | Аль-Наср             | 3:0 (тех.)   | 1:0          |
| Східна зона    |              |                      |              |              |
| Шанхай Теллейс | 0:5          | Чонбук Хюндай Моторс | 0:0          | 0:5          |
| Сеул           | 4:2          | Шаньдун Лунен        | 3:1          | 1:1          |

- Аль-Наср переміг в першому поєдинку 3:0, але 12 вересня 2016 року Дисциплінарний Комітет АФК ухвалив рішення зарахувати їм технічну поразку 0:3. Причиною стало те, що гравець Аль-Насра Уандерлей був зареєстрований за підробним паспортом.

### 1/2 фіналу
Клуби з Західної зони будуть грати між собою, так само як і клуби Східної зони зустрінуться між собою. Перші матчі відбудуться 27 та 28 вересня, а матчі-відповіді 18 та 19 жовтня 2016 року.
| Команда 1            | Заг.         | Команда 2    | 1-й матч     | 2-й матч     |
| Західна зона         | Західна зона | Західна зона | Західна зона | Західна зона |
| -------------------- | ------------ | ------------ | ------------ | ------------ |
| Аль-Айн              | 5:3          | Аль-Джаіш    | 3:1          | 2:2          |
| Східна зона          |              |              |              |              |
| Чонбук Хюндай Моторс | 5:3          | Сеул         | 4:1          | 1:2          |

### Фінал
Який з клубів проведе першу гру вдома було визначено за допомогою жеребкування. Перший матч відбувся 19 листопада, а матч-відповідь 26 листопада 2016 року.
| Команда 1 | Заг. | Команда 2            | 1-й матч | 2-й матч |
| --------- | ---- | -------------------- | -------- | -------- |
| Аль-Айн   | 2:3  | Чонбук Хюндай Моторс | 1:2      | 1:1      |